# Осиёбон
Осиёбон (тадж. Осиёбон, до марта 2022 г. — Куштегирмон, Коштегермен) — село в сельском джамоате Саритал Лахшского района. Расстояние от села до центра района (пгт Вахдат) — 42 км, до центра джамоата (село Саритал) — 7 км. Население — 492 человек (2017 г.), таджики. Население в основном занято сельским хозяйством.

## Этимология
Нынешнее название осиёбон с таджикского означает мельник. Старое название коштегермен с киргизского означает пара мельников или кочующий мельник.